# Kronen Zeitung

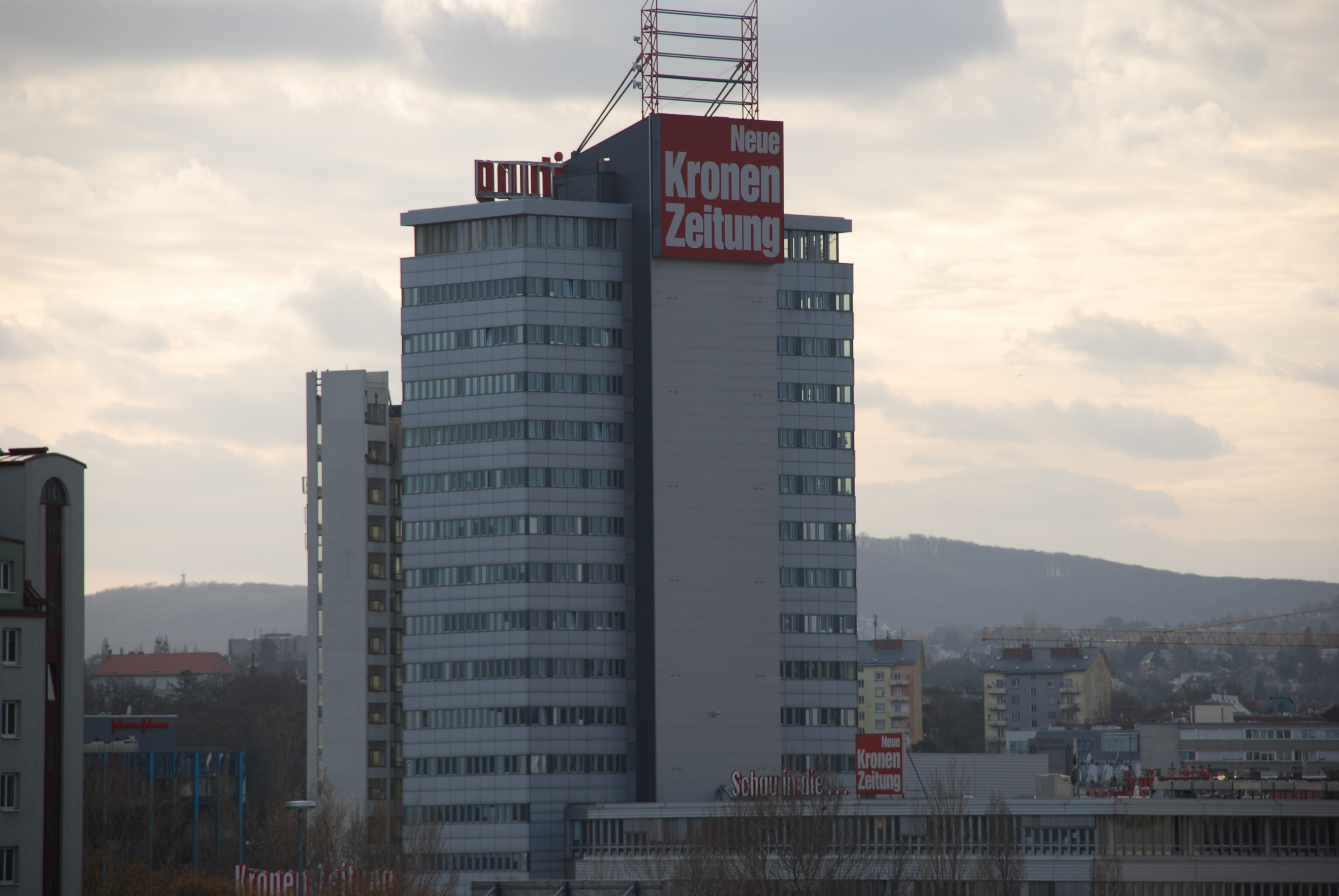
Redakce vydavetelství Neue Kronen Zeitung, ulice Muthgasse 2, 19.okres ve Vídni

(Neue) Kronen Zeitung (německy „Nové korunové noviny“) je rakouský bulvární deník, který vychází od roku 1900. Díky čtenosti nad 40 % (cca 3 milióny čtenářů) je považován za nejúspěšnější novinový titul nejen v Rakousku, ale v celé Evropě. Čtenost nicméně poklesla ze 45 % v roce 2005 na 32 % v roce 2014.
Vydavatelem byl do své smrti 17. června 2010 Hans Dichand, spoluvlastníkem je vydavatelství WAZ. Vydávání bylo pozastaveno v roce 1944, od roku 1959 vychází titul pod názvem Neue Kronen Zeitung.
Deník je orientován pravicově (kontroverze opakovaně vzbudila až krajně pravicová rétorika), euroskepticky a protiimigrantsky.